# مقاطعة نيوتن (ميسيسيبي)
مقاطعة نيوتن هي مقاطعة في مسيسيبي، بلغ عدد سكانها 21٬720  نسمة، في 2010، عاصمتها ديكاتور، تبلغ مساحتها 1٬501 كيلومتر مربع.

## الموقع
تشترك في الحدود مع:
- مقاطعة نيشوبا (ميسيسيبي)
- مقاطعة جاسبر (ميسيسيبي).